# Selenops ab
Espèce
Selenops ab est une espèce d'araignées aranéomorphes de la famille des Selenopidae.

## Distribution
Cette espèce se rencontre au Viêt Nam dans la province de Hà Tĩnh et en Chine au Guangdong,,.

## Description
Le mâle holotype mesure 6,2 mm.
La femelle décrite par Hu, Lin et Zhong en 2025 mesure 6,28 mm.

## Systématique et taxinomie
Cette espèce a été décrite par Logunov et Jäger en 2015.

## Publication originale
- Logunov & Jäger, 2015 : « Spiders from Vietnam (Arachnida: Aranei): new species and records. » Russian Entomological Journal, vol. 24, no 4, p. 343-363 (texte intégral).